# Кишка, Станислав Станиславович
Станислав Станиславович Ки́шка (пол. Stanisław Kiszka; 1584 — 13 февраля 1626, Варняй) — католический епископ жемайтский, референдарий великий литовский, представитель магнатского рода Кишек.

## Биография
Старший сын в семье воеводы витебского Станислава Кишки и Эльжбеты Сапеги. Воспитывался в кальвинистской вере, которая была весьма распространена среди литовской магнатерии. Учился в Падуанском университете.
В 1604 году женился на Софьи Констанции Зенович. В 1606 году вместе с престарелым отцом неожиданно перешёл в католичество, вскоре его брак был аннулирован, после чего Станислав Кишка был рукоположён в священники.
В 1608 году стал основателем костёла в Докшицах. В 1619 году рукоположен в епископский сан и назначен епископом жемайтским.
Умер 13 февраля 1626 года. Похоронен в Соборе Св. Станислава.